# Závist
Závist är en ort i Tjeckien.   Den ligger i regionen Södra Mähren, i den östra delen av landet, 170 km sydost om huvudstaden Prag. Závist ligger 368 meter över havet och antalet invånare är 135.
Terrängen runt Závist är kuperad österut, men västerut är den platt. Runt Závist är det tätbefolkat, med 427 invånare per kvadratkilometer. Närmaste större samhälle är Blansko, 5,4 km öster om Závist. I omgivningarna runt Závist växer i huvudsak blandskog.